# Türkeistämmige in Deutschland
Türkeistämmige in Deutschland sind mehrheitlich Türken, aber auch Kurden und andere nationale Minderheiten der Türkei, die selbst Staatsbürger der Türkei sind oder waren oder auf deren Vorfahren dies zutraf, und die oder deren Vorfahren ab 1960 aus der Türkei im Gefolge der Gastarbeitermigration in die Bundesrepublik Deutschland aus den verschiedensten Gründen eingewandert sind. In Deutschland lebten 2018 etwa drei Millionen Personen mit Migrationshintergrund, die ihre familiären oder religiösen Wurzeln in der Türkei haben. Von dieser Gruppe besitzen ungefähr die Hälfte die deutsche Staatsangehörigkeit. In offiziellen Statistiken ist der Begriff Türken in Deutschland die Bezeichnung für Staatsbürger der Türkei, die in Deutschland leben. Umgangssprachlich wird der mehrdeutige Begriff „Deutschtürken“ benutzt. Der Begriff „Türkeistämmige“ ist ein Neologismus, der gegenüber dem im allgemeinen Sprachgebrauch verbreiteten „Türkischstämmige“ zum Ausdruck bringt, dass er alle ethnischen und sprachlichen Gruppen des Staatsgebietes der Republik Türkei umfasst, insbesondere die als ethnische Minderheit innerhalb der Türkei lebenden Kurden (siehe Kurden in Deutschland), Assyrer (siehe Assyrer in Deutschland) und Armenier (siehe Armenier in Deutschland). In der Türkei werden diese Personen teilweise als almancılar (ungefähr zu übersetzen als „Deutschländer“) oder gurbetçiler („die berufsmäßig in die Fremde gehen“) bezeichnet. Im Milieu der Türkeistämmigen finden sich auch Personen türkisch-muslimischer Herkunft aus den Nachbarstaaten der Türkei, namentlich Westthrakientürken, die aber auch ohne Erwerb der deutschen Staatsangehörigkeit als Bürger Griechenlands, eines anderen Staates der Europäischen Union, einen privilegierten rechtlichen Status (Unionsbürger) besitzen.

## Geschichte
1961 wurde das Anwerbeabkommen zwischen der Bundesrepublik Deutschland und der Türkei unterzeichnet. Die Initiative zur Anwerbung türkischer Arbeitskräfte in Deutschland ging hierbei von der Türkei aus. Dem Abkommen vorausgegangen waren bereits Anwerbevereinbarungen Deutschlands mit Italien (1955), Spanien und Griechenland (1960). Die Republik Türkei verband mit diesem Abkommen zur Arbeitsmigration mehrere Ziele. Zum einen wollte sie damit ihr Außenhandelsdefizit (Heimatüberweisungen zur Verbesserung der Zahlungsbilanz) reduzieren, und zum anderen sollten die sozialen und ökonomischen Probleme in der Türkei abgemildert werden. Zunächst war nicht daran gedacht, dass die als „Gastarbeiter“ bezeichneten Arbeitskräfte dauerhaft in Deutschland bleiben sollten. Im Laufe der folgenden Jahre zogen Frauen und Kinder nach. Inzwischen gibt es Urenkel der ersten Migrantengeneration, die türkische Staatsbürger sind, obwohl bereits ihre Eltern in Deutschland geboren wurden.
Vor allem unter denjenigen Kurden, die mit türkischem Pass in die Bundesrepublik Deutschland eingereist sind, gibt es viele, die als (ehemalige) Asylbewerber oder als Asylberechtigte im Land bleiben durften.

## Demografie

Regionale Verteilung der in Deutschland gemeldeten türkischen Staatsbürger (keine Doppelstaatler) 2021

2018 hatten etwa drei Millionen Personen mit Migrationshintergrund in Deutschland ihre familiären oder religiösen Wurzeln in der Türkei, von denen ungefähr die Hälfte die deutsche Staatsangehörigkeit besitzen. Dabei zeigt sich bei den Türkeistämmigen in Deutschland, wie bei vielen Personen mit einem Migrationshintergrund aus den ehemaligen Anwerbestaaten, eine überproportionale Häufung von Personen ohne eigene Migrationserfahrung, d. h. sie sind bereits in Deutschland geboren und nicht selbst nach Deutschland zugewandert. Ihr Anteil lag bei den Türkeistämmigen 2017 bei 54,2 Prozent. Dies hängt sicher mit einem anderen Trend bei den Personen aus den ehemaligen Anwerbeländern zusammen: Sie haben einen langjährigen Aufenthalt. So weisen 78,0 Prozent der Personen mit türkischem Migrationshintergrund eine Aufenthaltsdauer in Deutschland von mindestens 20 Jahren auf, ihre durchschnittliche Aufenthaltsdauer liegt bei 29,4 Jahre. In amtlichen Statistiken, die zum Beispiel auch dem Migrationsbericht der Bundesregierung zugrunde liegen, wird die Zahl der Menschen mit türkischer Staatsangehörigkeit erfasst. Dort werden „Personen aus der Türkei“ als Teilmenge der Kategorie „Ausländer“ definiert. Somit werden Menschen mit deutscher und türkischer Staatsangehörigkeit nicht erfasst. Da es keinen kurdischen Staat, mithin keine kurdische Staatsangehörigkeit gibt, werden die meisten Kurden, die aus der Türkei stammen, zu den „Personen aus der Türkei“ gerechnet, es sei denn, sie hätten (wie es auch bei ethnischen Türken der Fall sein kann) die deutsche Staatsangehörigkeit angenommen.
Eine sinkende Zahl von statistisch erfassten „Türken“ in Deutschland ist kein Beleg für die Abnahme der Zahl türkeistämmiger Menschen in der Bundesrepublik. Seit dem 1. Januar 2000 erhalten hier geborene Kinder nicht-deutscher Staatsangehöriger mit gesichertem Aufenthaltsstatus in Deutschland automatisch die deutsche Staatsangehörigkeit, werden also nicht mehr als „Türken“ bzw. Ausländer gezählt.
Selbst wenn man die ca. 500.000 bis 800.000 aus der Türkei ausgereisten Kurden aus der Menge der „Türken“ herausrechnet, stellen Türken die größte Gruppe von Ausländern dar, die 2006 in Deutschland lebten: Nach Angaben des Statistischen Bundesamtes lebten Ende 2006 in Deutschland 6,75 Millionen Ausländer, zu denen 1,739 Millionen Türken zählten. Am 31. Dezember 2007 waren 25,4 Prozent aller in Deutschland lebenden Ausländer türkische Staatsbürger. Der Anteil der Türken unter allen in Deutschland lebenden Ausländern sank seitdem fast um die Hälfte auf insgesamt 13,1 %, während der Anteil der Ausländer aus Osteuropa und dem arabischen Raum stieg. Am 31. Dezember 2019 lebten in Deutschland 1.472.390 Türken mit türkischer Staatsbürgerschaft.

### Zahl der türkischen Staatsbürger in Deutschland (bis 1990: nur altes Bundesgebiet)
- 1961: 000 6.800
- 1971: 0 652.000
- 1981: 1.546.000
- 1991: 1.780.000
- 1998: 2.110.000
- 1999: 2.054.000
- 2001: 1.998.534, davon 746.651 (37,36 %) in der Bundesrepublik Deutschland geboren.[9]
- 2002: 1.912.169[10]
- 2003: 1.877.661[10]
- 2004: 1.764.318[10]
- 2005: 1.764.041[10]
- 2006: 1.738.831[6]
- 2007: 1.713.551[10]
- 2008: 1.688.370[10]
- 2009: 1.658.083[10]
- 2010: 1.629.480[10]
- 2011: 1.607.161[10]
- 2012: 1.575.717[10]
- 2013: 1.549.808[10]
- 2014: 1.527.118[10]
- 2015: 1.506.113[10]
- 2016: 1.492.580[10]
- 2017: 1.483.515[10]
- 2018: 1.476.410[10]
- 2019: 1.472.390[11]
- 2020: 1.316.395[12]

### Zahl der türkeistämmigen Menschen in Deutschland
Die Zahl der türkeistämmigen Menschen in Deutschland (Personen mit derzeitiger oder früherer türkischer Staatsangehörigkeit oder Einwanderung mindestens eines Elternteils aus der Türkei) betrug
- 2006: 2.495.000[13]
- 2007: 2.527.000[14]
- 2009: 2.502.000[15]
- 2010: 2.485.000[16]
- 2011: 2.956.000[17]
- 2012: 2.998.000[18]
- 2014: 2.859.000[19]
- 2015: 2.851.000[20]
- 2016: 2.797.000[21]
- 2017: 2.774.000[22]
- 2018: 2.769.000[23]
- 2019: 2.824.000[24]
- 2020: 2.757.000[25]
- 2021: 2.747.000[26]

Der sprunghafte Anstieg von 2010 auf 2011 beruhte auf einer veränderten Zählweise. Erstmals wurden in Deutschland als Deutsche geborene Kinder, bei denen beide Eltern türkeistämmig waren, mitgezählt. Zuvor waren Deutsche, bei denen beide Eltern einen Migrationshintergrund hatten, grundsätzlich nicht nach Herkunft aufgeschlüsselt in der Statistik angegeben worden, um eine Doppelerfassung bei unterschiedlichen Migrationshintergründen der Eltern zu vermeiden.

### Einbürgerungen zuvor türkischer Staatsbürger
- 1972–1979: 2.219
- 1980: 399
- 1985: 1.310
- 1990: 2.034
- 1995: 31.578
- 1998: 59.664
- 1999: 103.900
- 2000: 82.861[28]
- 2001: 76.574[28]
- 2002: 64.631[28]
- 2003: 56.244[28]
- 2004: 44.465[28]
- 2005: 32.700[9][28]
- 2006: 33.388[28]
- 2007: 28.861[28]
- 2008: 24.449[28]
- 2009: 24.647[28]
- 2010: 26.192[28]
- 2011: 28.103[28]
- 2012: 33.246[28]
- 2013: 27.970[28]
- 2014: 22.463[28]
- 2015: 19.695[28]
- 2016: 16.290[28]
- 2017: 14.984[29]
- 2018: 16.700[29]

Seit dem 1. Januar 2000 erhalten in Deutschland geborene Kinder türkischer Staatsangehöriger die deutsche Staatsangehörigkeit kraft Gesetzes, wenn wenigstens ein Elternteil sich seit acht Jahren rechtmäßig im Bundesgebiet aufhält und ein unbefristetes Aufenthaltsrecht hat (§ 4 Abs. 3 StAG). Eine Einbürgerung erübrigt sich bei diesen (anders als bei den vor dem 1. Januar 2000 geborenen) Kindern. Jedoch müssen sich diese Kinder – sofern sie nicht unter die Neuregelung von 2014 fallen – bei Erreichung der Volljährigkeit, spätestens mit Vollendung des 23. Lebensjahres entscheiden, ob sie die türkische Staatsangehörigkeit aufgeben wollen (Optionsmodell). Optieren sie für die türkische Staatsangehörigkeit oder geben sie keine Erklärung ab, geht die deutsche Staatsangehörigkeit verloren. Optieren sie für die deutsche Staatsangehörigkeit, müssen sie bis zur Vollendung des 23. Lebensjahres den Verlust der türkischen Staatsangehörigkeit nachweisen, sonst verlieren sie die deutsche Staatsangehörigkeit ebenfalls (§ 29 StAG). Türkische Kinder, die am 1. Januar 2000 noch keine zehn Jahre alt waren und bei denen zum Zeitpunkt ihrer Geburt die Voraussetzungen des § 4 Abs. 3 StAG vorlagen, konnten bis 31. Dezember 2000 die deutsche Staatsangehörigkeit durch Einbürgerung erwerben (§ 40b StAG). Wer gemäß dieser Übergangsregelung eingebürgert wurde, fällt ebenso unter die Optionsregelung, kann also die deutsche Staatsangehörigkeit mit dem 23. Geburtstag wieder verlieren.
Nicht mehr der Optionspflicht unterliegt seit der Neuregelung der Optionspflicht ab 20. Dezember 2014, wer nach der Definition des Gesetzes „im Inland aufgewachsen“ ist (§ 29 Abs. 1 a StAG). Wer nicht unter die Neuregelung fällt, muss wie bisher optieren.

### Verlust der Staatsangehörigkeit durch Wiederannahme der türkischen Staatsangehörigkeit
Seit 1. Januar 2000 führt der Wiedererwerb der türkischen Staatsangehörigkeit nach zuvor erfolgter Einbürgerung in den deutschen Staatsverband zum Verlust der deutschen Staatsangehörigkeit. Diese Konsequenz ist durch die Streichung der sogenannten Inlandsklausel in § 25 StAG eingetreten. Schätzungsweise 48.000 frühere türkische Staatsangehörige haben ihre deutsche Staatsangehörigkeit dadurch verloren.

### Zuzüge von Personen mit der deutschen Staatsangehörigkeit aus der Türkei
Die Rückkehr deutscher Staatsangehöriger aus der Türkei ist in den vergangenen Jahren leicht gestiegen:
- 2010: 3.220[30]
- 2011: 3.166[30]
- 2012: 3.227[30]
- 2013: 3.660[30]
- 2014: 4.303[30]
- 2015: 4.732[30]
- 2016: 4.881[30]
- 2017: 4.891[30]

### Auswanderung in die Türkei
Die Zahl der Menschen, die (auch) mit türkischer Staatsangehörigkeit in Deutschland leben, sinkt seit dem Höchststand von 2,1 Millionen im Jahr 1999 ständig auf 1,47 Millionen im Jahr 2018. Als Gründe nennen die Statistiker neben Einbürgerungen und Sterbefällen auch Rückkehrer.
Von 2005 bis 2014 siedelten mehr Türken aus Deutschland in die Türkei über, als von dort nach Deutschland zuwanderten. Für den negativen Wanderungssaldo ist allerdings in größerem Maße der starke Rückgang der Zuwandererzahlen (von über 50.000 im Jahr 2002 auf 30.000 im Jahr 2008) verantwortlich als die Zunahme der Auswandererzahlen zwischen 2006 und 2008. So zogen im Jahr 2008 beispielsweise 28.741 Türken nach Deutschland, im gleichen Jahr jedoch 38.889 Türken aus Deutschland in die Türkei. Dieser Trend setzte sich auch in den Folgejahren fort. Auch 2010 und 2011 verließen mehr Türken Deutschland, als Türken nach Deutschland zogen. Der Trend setzte sich 2018 in geringerem Ausmaß fort.
In den Jahren 2007 bis 2011 kehrten 193.000 in Deutschland lebende Türken dauerhaft in die Türkei zurück. Am häufigsten waren Arbeitslosigkeit und Diskriminierung ausschlaggebend für die Rückwanderung. Zu diesem Ergebnis kam eine Erhebung der türkisch-deutschen Stiftung für Bildung und wissenschaftliche Forschung (TAVAK). Das Dortmunder Institut futureorg befragte in der TASD-Studie 250 türkische und türkeistämmige Akademiker, von denen knapp drei Viertel in der Bundesrepublik geboren wurden, zu ihrer Lebenssituation. Laut einer Zwischenauswertung erklärten 38 Prozent, sie wollten in die Türkei auswandern. Als Begründung gaben 42 Prozent an, in Deutschland fehle ihnen das „Heimatgefühl“. Fast vier Fünftel bezweifelten, „dass in Deutschland eine glaubwürdige Integrationspolitik betrieben wird“.

## Gruppen und Status von Bürgern mit türkischer Staatsangehörigkeit

### Nach Ethnien
Die türkischen Staatsbürger sind eine heterogene Gruppe aus bis zu 25 bis 30 unterschiedlichen aus der Türkei stammende Ethnien und Sprachgruppen. Den größten Anteil haben die nicht klar abzugrenzenden ethnischen Türken, gefolgt von Kurden, Jesiden, Zaza, Lasen, Tscherkessen und weiteren kleineren Ethnien, wie zum Beispiel die christlichen Minderheiten der Armenier und Suryoye (Assyrer/Aramäer), sowie die Muslimischen Roma.

### Nach Aufenthaltsstatus
Der Aufenthaltsstatus der Türkeistämmigen in Deutschland ist sehr unterschiedlich.
Nach Angaben des Bundesministeriums des Innern besaßen am 30. Juni 2000 von den in der Bundesrepublik Deutschland lebenden türkischen Staatsangehörigen
- 730.387 eine befristete Aufenthaltserlaubnis,
- 624.731 eine unbefristete Aufenthaltserlaubnis,
- 469.795 eine Aufenthaltsberechtigung,
- 23.715 eine Aufenthaltsbefugnis,
- 6896 eine Aufenthaltsbewilligung.[38]

2011 hatten die 1.607.161 türkischen Staatsangehörigen folgenden Aufenthaltsstatus:
- 561.355 Personen mit vor dem 1. Januar 2005 ausgestellten Aufenthaltsgenehmigungen, nämlich
  - 502.005 Personen mit einem unbefristeten Aufenthaltsrecht (Aufenthaltsberechtigung); diese gilt seit 1. Januar 2005 nach § 101 Abs. 1 AufenthG als Niederlassungserlaubnis fort,
  - 59.350 Personen mit einem befristeten Aufenthaltsrecht nach dem Ausländergesetz 1990 (Aufenthaltsgenehmigungen in Form der Aufenthaltserlaubnis, Aufenthaltsbewilligung, Aufenthaltsbefugnis; hierbei dürfte es sich überwiegend um unbefristete Aufenthaltserlaubnisse handeln, die seit 1. Januar 2005 ebenfalls nach § 101 Abs. 1 AufenthG als Niederlassungserlaubnis fortgelten),
- 704.287 Personen mit einer unbefristeten Niederlassungserlaubnis,
- 280.000 Personen mit einer befristeten Aufenthaltserlaubnis nach dem Aufenthaltsgesetz zum Zwecke der Ausbildung, der Erwerbstätigkeit, aus humanitären Gründen oder aus familiären Gründen,
- 26.727 Personen, die einen Aufenthaltstitel beantragt und darüber eine Fiktionsbescheinigung erhalten haben, oder deren Aufenthalt erlaubnisfrei ist,
- 23.183 Personen ohne jeglichen Aufenthaltsstatus,
- 5904 Personen mit einer Duldung, also ohne rechtmäßigen Aufenthalt, aber mit einem faktischen Bleiberecht; häufig handelt es sich hier um abgelehnte Asylbewerber,
- 4014 Personen mit einem Aufenthaltstitel nach dem FreizügG/EU; hierbei handelt es sich überwiegend um türkische Staatsangehörige, die mit einem nichtdeutschen Bürger des EWR verheiratet sind und dann Inhaber einer Aufenthaltskarte sind,
- 1691 Personen mit einer Aufenthaltsgestattung für die Dauer eines nicht abgeschlossenen Asylerstverfahrens.

Unter den 280.000 Personen mit einer Aufenthaltserlaubnis sind ca. 35.000 türkische Arbeitnehmer mit ihren Familienangehörigen, die einen besonderen Status nach dem Assoziationsratsbeschluss Nr. 1/80 (ARB 1/80) genießen. Diese Personen erhalten formal eine befristete Aufenthaltserlaubnis (§ 4 Abs. 5 AufenthG), hinter der aber ein grundsätzlich unbefristetes europarechtliches Aufenthaltsrecht steht. Das Bundesverwaltungsgericht hat im Mai 2012 entschieden, dass türkische Staatsangehörige, die unter den ARB 1/80 fallen, eine mindestens fünf Jahre gültige Aufenthaltserlaubnis beanspruchen können, aus der sich ihr Daueraufenthaltsrecht eindeutig ergibt. Wegen der weiteren Einzelheiten siehe → Beschluss 1/80 des Assoziationsrates EWG-Türkei. Der Status nach dem ARB 1/80 schließt es nicht aus, auch einen anderen Aufenthaltsstatus zu erlangen; der ARB 1/80-Status geht dadurch jedoch grundsätzlich nicht verloren. Etliche Personen mit ARB 1/80-Status dürften sich daher unter den Personen mit einem anderen Aufenthaltstitel finden, vor allem mit einer Niederlassungserlaubnis.

## Religionszugehörigkeit und Religiosität

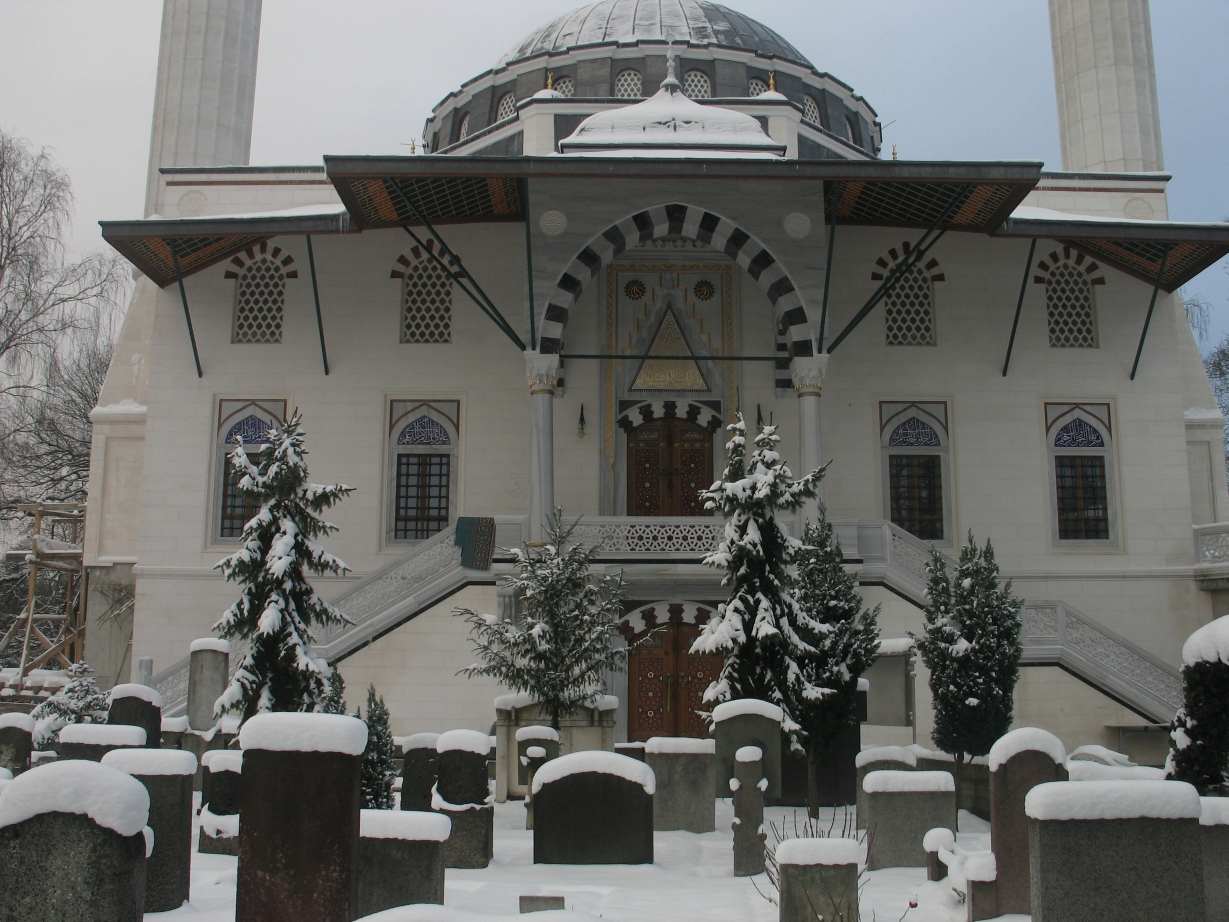
1863 angelegter Türkischer Friedhof Berlin (im Hintergrund die Şehitlik-Moschee)

Zur Religionszugehörigkeit von Türkeistämmigen gibt es u. a. eine Befragung von Türkeistämmigen im Auftrag der Konrad-Adenauer-Stiftung aus dem Jahr 2001. Auch an der Universität Duisburg-Essen im Essener Zentrum für Türkeistudien und Integrationsforschung (ZfTI) wird zu diesem Thema geforscht. Die Religionszugehörigkeit der Türkeistämmigen in Deutschland lässt sich in folgende Kategorien einteilen:
- sunnitisch: 66 Prozent (Türkischen Sunniten folgen dabei der hanafitischen Tradition, kurdische Sunniten sind stärker von der schafiitischen Tradition geprägt.)
- alevitisch: 12–15 Prozent
- christlich: 5 Prozent (vor allem Assyrer[43], Rum-orthodoxe Griechen[44] und Armenier)
- schiitisch: 2 Prozent
- andere: 2 Prozent
- konfessionslos: 8 Prozent

Mehrheitlich gehören also türkische Staatsbürger und Türkeistämmige zwei Ausprägungen des Islam an: dem sunnitischen Islam nach der hanafitischen Rechtsschule und den Aleviten. Neben der wirtschaftlich motivierten Einwanderung von Aleviten gab es in den 1980er Jahren auch aufgrund der politischen Lage in der Türkei asylsuchende Aleviten. Seit jeher wird das Alevitentum in der Türkei nicht als muslimischer Minderheitsglauben anerkannt, was für die dort lebenden Gläubigen Einschränkungen in ihrer Religionsausübung bedeutet.
Noch stärkeren Einschränkungen waren Kurden jesidischen Glaubens in der Türkei ausgesetzt. Die Zahl jesidischer Kurden in Deutschland wird auf 35.000 bis 40.000 geschätzt. Nicht alle jesidischen Kurden sind allerdings aus der Türkei zugewandert.
Der dauerhafte Verbleib von muslimischen Gastarbeitern aus der Türkei in Deutschland führte zur Aufgabe provisorischer Hinterhofmoscheen und deren Ersatz durch Neubauten, die auch architektonisch als Moscheen erkennbar waren. Dieser verspätete Effekt der Arbeitsmigration der 1960er und 1970er Jahre wird in der deutschen Bevölkerung oft subjektiv als islamische Missionstätigkeit, Unterwanderung und Islamisierung interpretiert. Infolge dieser Deutung kam es mehrfach zu Konflikten, beispielsweise um die Zentralmoschee Köln in Köln-Ehrenfeld oder Frankfurt-Hausen.
Seit 1971 ist auch die Syrisch-Orthodoxe Kirche von Antiochien in Deutschland präsent. Durch den Zuzug von Assyrern aus dem Südosten der Türkei ist die Syrisch-Orthodoxe Kirche in Deutschland auf über 100.000 Gläubige angewachsen, die sich auf mehr als 60 Gemeinden verteilen. Inzwischen wurden der Erzdiözese der Syrisch-Orthodoxen Kirche von Antiochien in Deutschland die Rechte einer Körperschaft des öffentlichen Rechts verliehen. Das St. Jakob v. Sarug Kloster in Warburg (Westfalen) ist Bischofssitz und geistliches Zentrum der Syrisch-Orthodoxen Kirche von Antiochien in Deutschland. Vor allem wegen der schlechten Lebensbedingungen und der prekären Sicherheitslage für Christen wanderten Assyrer aus dem Turabdin aus (vgl. Völkermord an den syrischen Christen).
Die armenisch-apostolische Kirche hat ihren Bistumssitz in Köln. Es gibt mehrere Kirchgemeinden in Deutschland (vgl. Armenier in Deutschland). Viele Armenier waren bereits im Zuge des Völkermords an den Armeniern aus Anatolien nach Deutschland gekommen.
Menschen mit geringer Bindung an ihre Religion und Konfessionslose sind eher dazu bereit, die Deutsche Staatsangehörigkeit zu beantragen. Eine Studie der Liljeberg Research International zeigt allerdings sowohl unter Deutschen als auch unter Deutsch-Türken und Türken die Existenz von Vorbehalten gegenüber der Einheirat eines Konfessionsfremden in die Familie. In solchen Fällen kann die Religionszugehörigkeit also auch den Integrationsprozess erschweren.
Laut einer Umfrage des Essener Zentrums für Türkeistudien im Jahr 2005 bezeichneten sich 80 Prozent der muslimischen Türkeistämmigen im Alter von 18 bis 29 Jahren als „eher“ oder „sehr religiös“.
Die 2016 veröffentlichte Studie des Exzellenzclusters „Religion und Politik“ der Universität Münster beschäftigte sich in besonderem Maße mit „Facetten der Religiosität“ unter Türkeistämmigen. Sie basiert auf einer in Auftrag gegebenen repräsentativen Umfrage des Meinungsforschungsinstitutes TNS Emnid unter 1201 Zuwanderern aus der Türkei und ihren Nachkommen ab 16 Jahren. Die Studie stellt fest, dass hinsichtlich der religiösen Praxis (Moscheebesuch, persönliches Gebet) die zweite/dritte Generation weniger aktiv ist als die erste (23 Prozent gegen 32 Prozent, die häufig die Moschee besuchen; 35 Prozent gegen 55 Prozent, die mehrmals am Tag das persönliche Gebet verrichten). Allerdings schätze sich die zweite/dritte Generation als religiöser ein als die erste (72 Prozent gegen 62 Prozent schätzen sich als „tief“, „sehr“ bzw. „eher“ religiös ein). Die Studie vermutet in diesem Sachverhalt weniger eine Aussage zur tatsächlich gelebten Religiosität „als vielmehr ein demonstratives Bekenntnis zur eigenen kulturellen Herkunft“. Dem Satz „Die Befolgung der Gebote meiner Religion ist für mich wichtiger als die Gesetze des Staates, in dem ich lebe“ stimmten 47 Prozent der Befragten zu. Während Türkeistämmige der ersten Generation dieser Aussage zu 57 Prozent zustimmten, betrug die Zustimmung bei jenen der zweiten/dritten Generation 36 Prozent. Religiös bedingte Gewaltakzeptanz ist hingegen vergleichsweise gering. Der Aussage „Die Bedrohung des Islam durch die westliche Welt rechtfertigt, dass Muslime sich mit Gewalt verteidigen“ stimmten lediglich 20 Prozent der Befragten zu (25 Prozent der ersten Generation, 15 Prozent der 2. und 3.). Bezüglich der „Traditionalen Glaubenspraxis“ bekundeten 23 Prozent der Befragten, dass Muslime es vermeiden sollten dem anderen Geschlecht die Hand zu schütteln. 41 Prozent der befragten Frauen der ersten Generation tragen ein Kopftuch, gegen 21 Prozent der zweiten/dritten Generation. Darüber hinaus stimmten 61 Prozent der Befragten der Aussage zu „der Islam passt durchaus in die westliche Welt“. 73 Prozent waren der Meinung, dass „Bücher und Filme, die Religionen angreifen und die Gefühle tief religiöser Menschen verletzen“ gesetzlich verboten werden sollten. Die Haltung gegenüber Christen sei bei 80 Prozent der Befragten „sehr positiv“ oder „eher positiv“, die Haltung gegenüber Atheisten und Juden bei 49 Prozent. Die Studie kommt hinsichtlich der Religion zum Schluss, dass die Befragten den Islam als eine „angegriffene Religion, die vor Verletzungen, Vorurteilen und Verdächtigungen zu schützen ist“ deuteten. Außerdem ließ sich ein „beträchtliche[r] Anteil an islamisch-fundamentalistischen Einstellungen erkennen, die schwer mit den Prinzipien moderner Gesellschaften zu vereinen sind“.

## Integration
Eine Studie des Berlin-Instituts für Bevölkerung und Entwicklung aus dem Jahr 2009 wies diejenigen Migranten in Deutschland, die oder deren Vorfahren aus der Türkei zugewandert sind, als die mit Abstand am schlechtesten integrierte Zuwanderergruppe aus. Die Bundeszentrale für politische Bildung stellte hingegen fest, dass „die türkischstämmige Bevölkerung in Deutschland […] so heterogen“ sei, „dass die Erstellung einer Integrationsbilanz für die Gruppe ‚der Türken‘ fast unmöglich“ sei.
Hans-Ulrich Wehler äußerte sich mehrfach kritisch zu dem Themenbereich und bezweifelte die Integrationsbereitschaft der türkischen Einwanderer. Die „muslimische Diaspora“ sei im Prinzip nicht integrierbar. „[…] Man soll sich nicht freiwillig Sprengstoff ins Land holen.“ 2007 sagte er im Zusammenhang mit öffentlichen Diskussionen um die (damals geplante und 2009 begonnene) DITIB-Zentralmoschee Köln, es sei „endlich eine offenherzige Diskussion über die Stellung der deutschen Muslime zu führen“, da die DİTİB dazu neige, „sich in einer eigenen Subkultur einzuigeln und jede Assimilation zu verweigern.“
Laut der 2016 veröffentlichte Studie des Exzellenzclusters „Religion und Politik“ der Universität Münster (siehe Abschnitt „Religionszugehörigkeit und Religiosität“) fühlen sich 90 Prozent der befragten Türkeistämmigen in Deutschland wohl, 87 Prozent weisen eine sehr enge bis enge Verbundenheit mit Deutschland, 85 Prozent eine sehr enge bis enge Verbundenheit mit der Türkei auf. Der Wille zur Integration („Ich möchte mich unbedingt und ohne Abstriche in die deutsche Gesellschaft integrieren.“) sei bei 70 Prozent der Befragten vorhanden. 51 Prozent der Befragten fühlen sich als „Bürger 2. Klasse“, nur 24 Prozent jedoch als „Angehörige einer Bevölkerungsgruppe“, die in Deutschland diskriminiert würde.
In einer 2017 durchgeführten Mehrthemenbefragung unter Türkeistämmigen in Deutschland stellte die Stiftung für Türkeistudien und Integrationsforschung einen mindestens seit 2012 bestehenden Trend zu einer wachsenden Türkeiorientierung fest, insbesondere bei den Nachfolgegenerationen.
In einer von November 2015 bis Februar 2016 durchgeführten Befragung unter 1.201 türkeistämmige Personen durch die Uni Münster (Exzellenzcluster „Religion und Politik“) wurden folgende Bedingungen für eine gelungene Integration genannt:
- Die deutsche Sprache lernen: 91 Prozent
- Die Gesetze in Deutschland beachten: 84 Prozent
- Gute Kontakte zu Deutschen haben: 76 Prozent
- Mehr von der deutschen Kultur übernehmen: 39 Prozent
- Sich mit seiner Kleidung anpassen: 33 Prozent
- Sich um deutsche Staatsangehörigkeit bemühen: 32 Prozent

### Bildung
Eine Studie, die im April 2010 vorgelegt wurde, ergab: Jeder fünfte türkische Staatsbürger in Deutschland beherrscht die deutsche Sprache nur mangelhaft oder gar nicht. Etliche Zuwanderer der ersten Generation haben in ihrer Heimat keine Schule besucht und hätten so ein niedriges bis niedrigstes Bildungsniveau. Etwa 70 Prozent der türkischen Schüler in Berlin, wo der Anteil an Hartz-IV Empfängern an der Gesamtbevölkerung allgemein höher ist als in allen anderen Bundesländern, erreichten 2001 bestenfalls einen erweiterten Hauptschulabschluss, so dass die meisten Jugendlichen im Ausbildungsalter enorme Bildungsdefizite hätten. So waren im selben Jahr beispielsweise knapp 42 Prozent aller Türken in Berlin im erwerbsfähigen Alter arbeitslos. Axel Börsch-Supan spricht in diesem Zusammenhang von einem „Bildungsnotstand“. Türkeistämmige Eltern schicken ihre Kinder auch seltener als Eltern ohne Migrationshintergrund in den Kindergarten, obwohl die Kinder dort vor der Einschulung deutsche Sprachkenntnisse erwerben könnten; die Gründe dafür liegen auch darin, dass wenige Erzieher zweisprachig sind. Die Journalistin Canan Topçu weist darauf hin, dass der ersten Generation der eingewanderten Türken „kaum Angebote gemacht“ wurden.
Unter denjenigen, die keinen Schulabschluss nachweisen können, gaben 2006 mehr als 20 Prozent an, dass sie über eine „geringe oder sehr geringe Schriftsprachfähigkeit im Türkischen“ verfügten. Darunter seien viele Analphabeten in zwei Sprachen.
14 Prozent der Türkeistämmigen in Deutschland besitzen eine Hochschulzugangsberechtigung. An deutschen Universitäten studierten 2007 14.910 türkische Staatsbürger mit einer in Deutschland erworbenen Hochschulzugangsberechtigung (so genannte Bildungsinländer). Im selben Jahr haben 7180 Studierende in Deutschland mit türkischer Staatsangehörigkeit ihre Hochschulzugangsberechtigung im Ausland erworben (so genannte Bildungsausländer).
Die Lage der Frauen unter den Türkeistämmigen weicht teilweise von gängigen Klischees ab: In der ersten Generation der Frauen (35–64 Jahre) haben zwar nur 35 Prozent sehr gute Deutschkenntnisse, aber in der zweiten Generation der Frauen (15–34 Jahre) ist diese Quote bereits auf 70 Prozent angestiegen. Die türkeistämmigen Frauen sprechen heute in der Regel besser Deutsch und absolvieren häufiger das Abitur als die türkeistämmigen Männer.
In der Zeit von 2001 bis 2006 erhöhte sich der Anteil von türkeistämmigen Personen zwischen 25 und 35 Jahren ohne Berufsabschluss von 44 Prozent auf 57 Prozent.
Entsprechend der 2016 veröffentlichten Studie des Exzellenzclusters „Religion und Politik“ der Universität Münster (siehe Abschnitt „Religionszugehörigkeit und Religiosität“) sind 26 Prozent aller Türkeistämmigen in Deutschland ohne Schulabschluss, 40 Prozent der ersten Generation, 13 Prozent der zweiten/dritten Generation. Auf die Frage „Nach Ihrer eigenen Einschätzung, wie gut verstehen Sie Deutsch?“ antworteten 47 Prozent der ersten Generation und 94 Prozent der zweiten/dritten Generation mit „gut/sehr gut“.

### Ökonomische Situation
Bei türkischen Haushalten (unter Berücksichtigung der Armutsrisikogrenze) hat sich erwiesen, dass weit unterdurchschnittliche Einkommen erzielt werden, bzw. Abhängigkeit von staatlichen Sozialleistungen besteht. Rund 42,5 Prozent aller Haushalte (44 Prozent aller Personen) haben mit einem Armutsrisiko zu leben. Im Bericht der Bundesregierung wurde vor allem die Situation relevanter Einkommen (anhaltende Arbeitslosigkeit), die geringe Höhe an schulischer beziehungsweise beruflicher Ausbildung und die familiäre Lage vieler Betroffener als zeitgenössische Ursache für Armut ausgemacht.
45,6 Prozent aller Türkeistämmigen betreiben keine private Altersvorsorge (in der Gesamtbevölkerung Deutschlands trifft das auf 35,6 Prozent zu). Vorbehalte gibt es unter Türkeistämmigen insbesondere gegen die Riester-Rente, da Fördermittel und Steuervergünstigungen zurückgezahlt werden müssen, wenn der Sparer im Ruhestand in die Türkei zieht.
Im öffentlichen Dienst sind türkeistämmige Menschen mit deutscher Staatsangehörigkeit weit unterrepräsentiert, da ihnen die Zugangswege und -voraussetzungen oft nicht geläufig sind. Unter den Selbstständigen sind sie noch unterrepräsentiert, allerdings ist ihre Gründungsrate höher als die deutschstämmiger Menschen unter 35 Jahren.
Das HWWI beobachtet eine ausgeprägte „Nischenökonomie“, die Existenzgründer mit türkischem Migrationshintergrund in Deutschland nutzen. Während die ehemaligen Nischenmärkte der 1970er Jahre, in denen vor allem Lebensmittel für die eigenen Landsleute verkauft wurden, und der gastronomische Sektor heute bereits gesättigt seien, sei seit den 1990er Jahren eine „neue Nische“ im Bereich wissensintensiver Dienstleistungen entstanden, die bis heute bestehe. Eine weitere Nische, die vermehrt türkeistämmige Existenzgründer für ihre Zwecke nutzten, bestehe aus kultursensiblen Versorgungsdienstleistungen für Migranten im Rentenalter wie Pflege- oder Bestattungsunternehmen. Solche Nischen seien allerdings nicht auf Dauer angelegt. Dies erläutert ein türkischer Lebensmittelhändler folgendermaßen:
„Heute muss man ein Geschäft für alle Kunden aufmachen. Sich nur auf Türken zu spezialisieren, macht keinen Sinn. Die Türken haben sich an die Deutschen angepasst, bekommen weniger Kinder, kaufen deshalb weniger ein und essen dasselbe wie die Deutschen – Gouda anstelle von Schafskäse.“
2011 gab es mit 80.000 Unternehmen etwa dreimal so viele Betriebe in türkischer Hand wie 1990. Sie beschäftigen rund 420.000 Mitarbeiter und setzen über 40 Milliarden Euro um. Je nach Branche sind dort etwa 35 bis 40 Prozent Deutsche beschäftigt. Die Bereitstellung von Kapital erfolgt zum großen Teil mit Hilfe der Familien, in steigendem Maße auch durch türkische Banken, während sich deutsche Banken oft extrem zurückhaltend gegenüber türkischen Gründern verhalten. Zunehmende Bedeutung erlangen gemischte deutsch-türkische Unternehmen, die eine Brückenfunktion übernehmen, z. B. in der Logistikbranche.

### Situation der älteren Bevölkerung
Unter der türkeistämmigen älteren Bevölkerung ist die (subjektive) Lebensqualität insgesamt deutlich geringer als die deutscher Älterer oder anderer nationaler und ethnischer Gruppen. Dies betrifft insbesondere die Dimensionen von Gesundheit und Umwelt, bei denen körperliche Belastungen, ungesunde Wohnverhältnisse und psychosoziale Stressfaktoren aufgrund der Erfahrung von Fremdheit und sozialer Zurückweisung zum Tragen kommen. Armutslage, Unsicherheit und Informationsmangel – etwa zur pensions- und sozialrechtlichen Absicherung in Deutschland und im Herkunftsland – verstärken den Eindruck, die eigenen Lebens- und Umweltbedingungen nicht ausreichend kontrollieren zu können. Die psychische und soziale Dimension von Lebensqualität sind hingegen hoch. Hier kommen familiäre und verwandtschaftliche Ressourcen zum Tragen, ebenso wie die freiwillige Tätigkeit in ethnischen Vereinen und religiösen Institutionen. Besonders positiv bewertet wird die Möglichkeit einer transnationalen Lebensführung sowohl im Herkunftsland als auch im neuen Heimatland, soweit die Ressourcen (Gesundheit, finanzielle Mittel, stabile Netzwerke) dies zulassen. Die Lebensführung älterer türkischer Migranten ist stark auf die Familie bezogen, insbesondere auf die eigenen Kinder. Die Sorge vor Abhängigkeit ist in der türkeistämmigen Bevölkerung besonders ausgeprägt, als Folge ihrer gesellschaftlichen Randstellung. Zugleich bestehen deutliche Vorbehalte gegenüber Tageszentren und insbesondere gegenüber Altenpflegeeinrichtungen in Deutschland.

## Wahlrecht und Wahlverhalten

### Türkei
An türkischen Wahlen konnten die in Deutschland lebenden türkischen Staatsbürger bis 2014 nur teilnehmen, wenn sie sich zum Wahlzeitpunkt in der Republik Türkei aufhalten bzw. an einem Grenzübergang. Aus diesem Grund wurden etwa zu den türkischen Wahlterminen 1995 und 1999 Billigflüge von türkischen Gruppen organisiert, die die islamistische Millî Görüş oder die rechtsextreme MHP unterstützen wollen. Grundsätzlich sind türkischen Parteien jedoch Auslandsorganisationen verboten. 2008 beschloss das türkische AKP-Kabinett, ein Briefwahlrecht für im Ausland lebende Türken einzuführen. Dies sollte für politische Parteien, nicht aber für unabhängige Kandidaten (als solche treten häufig kurdische Politiker auf) gelten. Das Verfassungsgericht der Republik Türkei hob die Gesetzesänderung mit Beschluss vom 29. Mai 2008 rückwirkend auf, da das Wahlgeheimnis mit Briefwahl nicht gewährleistet sei.
Zur Präsidentschaftswahl in der Türkei 2014 durften erstmals im Ausland lebende türkische Staatsbürger in den Konsulaten ihres Heimatlandes ihre Stimme abgeben, so auch in Deutschland. Dieses Verfahren wurde auch bei den Parlamentswahlen im Juni und November 2015 angewandt, weshalb die türkischen Parteien in Deutschland einen intensiven Wahlkampf betrieben. Vom Wahlrecht machten 8,3 Prozent der Auslandstürken insgesamt Gebrauch. In Deutschland erhielt Recep Tayyip Erdoğan mehr als zwei Drittel der Stimmen.
Beim Verfassungsreferendum im Jahr 2017 stimmten 63 Prozent der türkischen Wähler in Deutschland für die Veränderungsvorschläge. In der Türkei lag die Zustimmung lediglich bei 51,2 Prozent. Die höchste Zustimmungsrate erzielte der türkische Staatschefs Recep Tayyip Erdogan in Belgien.

### Deutschland
Türkische Staatsbürger haben als solche in Deutschland kein Stimm- und Wahlrecht, anders als Bürger der Europäischen Union, die an Kommunalwahlen in Deutschland teilnehmen können. In vielen Kommunen haben türkische Staatsbürger jedoch aktives und passives Wahlrecht für den Ausländerbeirat, und aufgrund der zahlenmäßigen Stärke sowie des vergleichsweise hohen türkischen Organisationsgrads sind sie dort oft überproportional vertreten (in NRW: 55 Prozent der Beiratsmitglieder Türken (1995), 57,6 Prozent der Beiratsmitglieder Türken (1999)).
Am häufigsten werden von türkeistämmigen Deutschen die Parteien SPD (ca. 39 Prozent) und Grüne (ca. 13 Prozent) gewählt, da diese die türkeistämmigen Migranten durch ihre Einwanderungspolitik sowie ihre liberale Einstellung hinsichtlich des Staatsbürgerschaftsrechts ansprechen. Eine ähnlich Tendenz im Wahlverhalten zeigte auch eine 2010 durchgeführte Umfrage auf. Eine Erhebung des Integrationsbarometers des Sachverständigenrats deutscher Stiftungen im Jahr 2018 zeigt allerdings, dass die Wählergunst der türkischstämmigen Wähler sich wandelt. Demnach bleibt die SPD zwar weiterhin stärkste Partei (37,0 Prozent), doch der Abstand zur CDU (32,9 Prozent) wird geringer.
Der Berliner Verein Türkische Gemeinde in Deutschland rief im Rahmen der Bundestagswahl 2009 explizit dazu auf, Personen mit türkischer Herkunft, beispielsweise Cem Özdemir oder Lale Akgün, zu wählen. Die erste Landesministerin mit türkischen Eltern wurde 2010 Aygül Özkan (CDU) in Niedersachsen, der erste Bundesminister Cem Özdemir 2021.
Bei der Bundestagswahl 2025 am 23. Februar 2025 wurden 19 türkeistämmige Abgeordnete in den Bundestag gewählt:
- Hakan Demir, Metin Hakverdi, Macit Karaahmetoğlu, Mahmut Özdemir, Aydan Özoğuz, Derya Türk-Nachbaur, Serdar Yüksel (SPD)
- Ayse Asar, Filiz Polat (Bündnis 90/Die Grünen)
- Gökay Akbulut, Mirze Edis, Ates Gürpinar, Cem Ince, Ferat Koçak, Cansın Köktürk, Cansu Özdemir  (Die Linke)
- Tijen Ataoğlu, Serap Güler (CDU)
- Hülya Düber (CSU)

Mit Melis Sekmen (Mannheim) und Sertaç Bilgin (Ludwigshafen/Frankenthal), beide CDU, gewannen zwei weitere türkeistämmige Politiker einen Wahlkreis, zogen jedoch aufgrund einer ungenügenden Zweitstimmendeckung nicht in den Bundestag ein.
Bei der Bundestagswahl 2021 am 26. September 2021 wurden 18 türkeistämmige Abgeordnete in den Bundestag gewählt:
- Nezahat Baradari, Hakan Demir, Metin Hakverdi, Macit Karaahmetoğlu, Cansel Kiziltepe, Mahmut Özdemir, Aydan Özoğuz, Derya Türk-Nachbaur, Gülistan Yüksel (SPD)
- Canan Bayram, Cem Özdemir, Ekin Deligöz, Filiz Polat, Melis Sekmen (Bündnis 90/Die Grünen)
- Gökay Akbulut, Sevim Dağdelen, Ates Gürpinar (Die Linke)
- Serap Güler (CDU)

Bei der Bundestagswahl 2017 am 24. September 2017 wurden 14 türkeistämmige Abgeordnete in den Bundestag gewählt:
- Metin Hakverdi, Cansel Kiziltepe, Elvan Korkmaz, Mahmut Özdemir, Aydan Özoğuz, Gülistan Yüksel (SPD)
- Danyal Bayaz, Canan Bayram, Ekin Deligöz, Filiz Polat, Cem Özdemir (Die Grünen)
- Gökay Akbulut, Sevim Dağdelen, Evrim Sommer (Die Linke)

Im 18. Deutschen Bundestag (gewählt am 23. September 2013) saßen 11 türkeistämmige Abgeordnete:
- Cemile Giousouf (CDU)
- Ekin Deligöz, Özcan Mutlu, Cem Özdemir (Die Grünen)
- Metin Hakverdi, Cansel Kiziltepe, Mahmut Özdemir, Aydan Özoğuz, Gülistan Yüksel (SPD)
- Sevim Dağdelen, Azize Tank (Die Linke)

Im 17. Deutschen Bundestag (gewählt am 27. September 2009) saßen fünf türkeistämmige Abgeordnete:
- Sevim Dağdelen (Die Linke; MdB seit 2005 und 2005–2009 migrationspolitische Sprecherin der Bundestagsfraktion der LINKEN)
- Ekin Deligöz (Bündnis 90/Die Grünen; MdB seit 1998)
- Memet Kılıç (Bündnis 90/Die Grünen; MdB 2009–2013)
- Aydan Özoğuz (SPD; MdB seit 2009)
- Serkan Tören (FDP; MdB 2009–2013)[99]

Dem 16. Deutschen Bundestag (Legislaturperiode: 2005–2009) gehörten ebenfalls fünf türkeistämmige Abgeordnete an, und zwar drei von den Linken, eine von der SPD und eine von den Grünen. Ausgeschieden sind bei der Wahl 2009 Lale Akgün (SPD), Hüseyin Kenan Aydın und Hakkı Keskin (beide von den Linken).
Das Ergebnis einer repräsentativen Umfrage von Data-4U im Auftrag der Union Europäisch-Türkischer Demokraten (UETD) und des Zentrums für Migration und politische Wissenschaften der Hacettepe-Universität in Ankara (HUGO) nach der Bundestagswahl 2013 brachte hinsichtlich der türkeistämmigen Wähler für den 17. Deutschen Bundestag folgende Ergebnisse: „Rund 64 % der türkeistämmigen Wähler haben die SPD gewählt. Dies entspricht rund 425.000 Stimmen für die Sozialdemokraten oder rund 1 Prozentpunkt am Gesamtergebnis der SPD (25,7 %). An zweiter Stelle folgen die Grünen und die Linkspartei mit jeweils 12 % und die CDU/CSU mit etwa 7 %. Die BIG-Partei haben 3 % der wahlberechtigten Türkeistämmigen gewählt. Die FDP ist unter den Sonstigen (2 %) zu finden. Ein Vergleich mit Umfrageergebnissen aus früheren Wahlen zeigt, dass die Grünen mit einem Minus von 17 Prozentpunkten die größten Verluste verzeichnen – zugunsten der SPD.“
Ein parteiübergreifendes „Netzwerk türkeistämmiger MandatsträgerInnen“ von ca. 70 Mitgliedern deutscher Kommunal- und Landesparlamente, des Bundestages und des Europäischen Parlaments, die oder deren Familien aus der Türkei stammen, wurde 2004 von der Körber-Stiftung initiiert. Seine Arbeit und seine regelmäßigen Treffen werden von der Geschäftsstelle des Netzwerks im Deutsch-Türkischen Forum Stuttgart koordiniert.

## Bezeichnung Deutsch-Türken

### Definition
„Deutsch-Türken“ oder „Deutschtürken“ ist ein umgangssprachlicher Begriff, zum einen für deutsche Staatsbürger, die oder deren Vorfahren ihren Wohnsitz in der Türkei hatten, zum anderen für alle ethnischen Türken, die in Deutschland leben, und zwar unabhängig von ihrer Staatsangehörigkeit. Dabei werden auch häufig Angehörige nicht-türkischer Ethnien der Türkei, wie zum Beispiel Kurden, einbezogen. Bei letzteren wird der Wortbestandteil „-türke“ allein auf die (ehemalige) Staatsangehörigkeit bezogen, wie etwa in einer Umfrage der Wochenzeitung „Die Zeit“ unter Deutschtürken.
Der Begriff bezieht sich, so der Ansatz schon in frühen Verwendungen, normalerweise nicht auf eine (Doppel-)Staatsangehörigkeit oder eine doppelte ethnische Zugehörigkeit (ein deutscher und ein türkischer Elternteil), sondern soll vielmehr die Tatsache widerspiegeln, dass Deutschland für die meisten dort lebenden Türkeistämmigen zum Lebensmittelpunkt geworden ist.

### Begriffskritik
Der Begriff „Deutsch-Türke“ oder „Deutschtürke“ wird nicht einheitlich verwendet.
- Vergleicht man den Begriff mit analogen wie Deutsch- oder Anglo-Amerikaner, fällt auf, dass „Deutschtürke“ den Regeln folgend eigentlich einen türkischen Staatsbürger, der ursprünglich aus Deutschland kommt, bezeichnen müsste. Auf diese Weise verwendet Gerd Bender 2011 den Begriff, indem er den in den 1920er Jahren in die Türkei emigrierten deutschstämmigen jüdischen Rechtsgelehrten Ernst E. Hirsch als „Deutschtürken“ bezeichnet. Diese Wortverwendung folgt den Wortbildungsregeln der deutschen Sprache, die besagen, dass bei Zusammensetzungen von Wörtern das am Ende stehende Wort die wesentliche Bedeutung trägt (hier: der vormals Deutsche wurde zum Türken).[105]

- Abweichend von dem traditionellen Sprachgebrauch bezeichnet der Begriff „Deutschtürke“ Menschen mit türkischem Migrationshintergrund, die in Deutschland leben. Der Begriff wird von Sozialwissenschaftlern als zum Teil desintegrativ bewertet, da mit diesem Begriff bezeichnete Menschen selbst nach Annahme der deutschen Staatsangehörigkeit in der öffentlichen Wahrnehmung weiterhin in erster Linie als Türken wahrgenommen würden. Dagegen verwahrt sich z. B. der für die deutsche Fußballnationalmannschaft spielende Mesut Özil: Nur er werde in der Öffentlichkeit nicht als „Deutscher“ bezeichnet; niemand komme hingegen auf die Idee, z. B. Sami Khedira als „Deutsch-Tunesier“ oder Lukas Podolski als „Deutsch-Polen“ zu bezeichnen.[106] Zudem mangelt es dem Begriff „Deutschtürke“ als Sammelbegriff für in Deutschland Lebende mit türkischem Migrationshintergrund an Präzision: Rund ein Drittel der 2007 in Deutschland lebenden „Deutschtürken“ haben nie in der Türkei gelebt, eine große Anzahl weiterer sind bereits als Kinder eingewandert. Andere wiederum sind erst in der letzten Zeit aus der Türkei nach Deutschland gekommen.

- Wiederum anders wird der Begriff „Deutschtürke“ in einer im November 2009 veröffentlichten Studie der Meinungsforschungsinstitute INFO GmbH (Berlin) und Liljeberg Research International Ltd. Sti. (Antalya) benutzt. Diese teilt die Befragten in die Gruppen „Deutsche“, „Deutsch-Türken“ und „Türken“ ein. Solche türkeistämmige Menschen, die die deutsche Staatsangehörigkeit besitzen, gelten demzufolge als „Deutsche“ (ohne jeden Zusatz) und nicht als „Deutschtürken“.[107]

Aus Anlass dieser Studie kritisiert Lisa Altmeier den verwirrenden Sprachgebrauch im Wortfeld „Deutsche und Türken“, dem sie selbst zum Opfer fällt, indem sie nicht bemerkt, dass in der Studie mit dem Begriff „Deutsche“ nicht nur türkischstämmige deutsche Staatsbürger gemeint sind.
Der Pädagoge und Sachbuchrezensent Yalçın Yıldız sieht den Begriff „Deutschtürke“ als „per se problematisch“ an und weist darauf hin, dass sich an seiner vielfachen Nichthinterfragung Grenzen interkultureller Forschung aufzeigen. Caroline Fetscher vom Tagesspiegel sieht den Begriff auch in erster Linie durch die deutsche Gesellschaft geprägt. Der Begriff werde nicht nur gedankenlos, sondern oft auch bewusst zur Diskriminierung und Ausgrenzung von Menschen mit einem Migrationshintergrund benutzt. Insbesondere werde oft unterstellt, die (einzige und „eigentliche“) Heimat eines türkischstämmigen Menschen sei die Türkei, und zwar auch dann, wenn er in Deutschland geboren und aufgewachsen sei.

## Inoffizielle „deutsch-türkische Flagge“

Schwarz-Rot-Gold mit Halbmond

Die deutsch-türkische Flagge (teilweise DeuTürk-Fahne genannt) ist eine deutsche Trikolore in Schwarz-Rot-Gold mit den türkischen Symbolen Halbmond und Stern. Die Flagge hat keinen offiziellen Status, wurde in verschiedenen Medien aber immer wieder als Symbol für türkische Einwanderer und deren Nachkommen in Deutschland verwendet, um deren Verbundenheit sowohl mit ihren türkischen Wurzeln als auch mit ihrer neuen Heimat Deutschland darzustellen. Neben ihrer Verwendung in verschiedenen Medien wird sie in erster Linie bei Fußballspielen und -turnieren von türkeistämmigen Fans gezeigt.
Die Erfindung der Flagge beanspruchen Fevzi Ömer Han und Behçet Algan aus Hamburg für sich. Algan übergab sein Exemplar dem Hamburger Museum für Völkerkunde, wo sie 2006 in der Ausstellung Faszination Fußball gezeigt wurde. Tatsächlich tauchte die Flagge vermehrt in verschiedenen deutschen Städten, wie München und Berlin, während der Fußball-Weltmeisterschaft 2006 auf und auch zwei Jahre später zeigten viele Fans sie bei der Fußball-Europameisterschaft 2008, als die Türkei und Deutschland aufeinandertrafen. Hier wurde mit der Vereinigung deutscher und türkischer Symbole für ein friedliches Fußballspiel geworben. Verschiedene Medien, wie zum Beispiel die TAZ nahmen dieses auf, verwenden sie aber auch unabhängig vom Fußball für deutsch-türkische Themen und dies schon vor 2006. So wurde die Flagge bereits 1997 auf einer Titelseite der Zeit benutzt. Das Sonderheft des Zeitmagazins Türken in Deutschland (Nr. 51/97) erhielt vom Art Directors Club eine Auszeichnung in der Kategorie „Zeitschriftengestaltung“.
Da es keine festgelegten Vorgaben für die Flagge gibt, existieren verschiedene Varianten. So können Halbmond und Stern auch goldfarben sein oder auf einer roten Scheibe im Zentrum der Trikolore ruhen. Eine weitere Form führt einen verbreiterten roten Streifen mit Halbmond und Stern.

## Liste bedeutender türkischer Kultureinrichtungen in Deutschland

### Deutschtürkische Institutionen
- Stiftung Zentrum für Türkeistudien
- Türkisch-Deutsche Industrie- und Handelskammer
- Deutsch-Türkisches Forum Stuttgart
- Deutsch-Türkischer Freundschaftspreis
- Türkischer Friedhof Berlin

### Deutschtürkische politische Organisationen
- Föderation der Volksvereine Türkischer Sozialdemokraten
- Anatolische Föderation
- Föderation der Türkisch-Demokratischen Idealistenvereine in Deutschland

### Türkisch-islamische Organisationen in Deutschland
- Türkisch-Islamische Union der Anstalt für Religion
- Verband der Islamischen Kulturzentren
- Islamische Gemeinschaft Millî Görüş
- Avrupa Türk-İslam Birliği
- Alevitische Gemeinde Deutschland
- AAKM-Cemevi

### Türkische Medien in Deutschland

#### Printmedien
- Türkiye (Tageszeitung)
- Post (Monatszeitung)
- Don Quichotte (Zeitschrift)
- Hayat (Zeitschrift)
- Hürriyet (Tageszeitung)
- Millî Gazete (Tageszeitung)
- Yeni Asya (Tageszeitung)
- Zaman (Tageszeitung)
- Milliyet (Tageszeitung)
- Tercüman (Boulevardzeitung)
- Sabah (Tageszeitung)
- Schulbuchverlag Anadolu (Verlagshaus für Schul- und Kinderbücher)
- Aydınlık (Tageszeitung)

Die auflagenstärkste türkische Tageszeitung in Deutschland war bis zu ihrer vom türkischen Staat verfügten Schließung 2016 die Zaman mit rund 26.000 Exemplaren.

#### Hörfunk und Fernsehsendung
- Radyo Metropol FM
- Wort zum Freitag (Forum am Freitag)
- Köln Radyosu (Radiosendung)
- Kanal Avrupa (TV-Sender)